# 2000-es Formula–1 osztrák nagydíj
Az osztrák nagydíj volt a 2000-es Formula–1 világbajnokság tizedik futama.

## Futam
|    | Rsz. | Versenyző             | Csapat             | Körök | Idő/Kiesések  | Start | Pontok |
| -- | ---- | --------------------- | ------------------ | ----- | ------------- | ----- | ------ |
| 1  | 1    | Mika Häkkinen         | McLaren-Mercedes   | 71    | 1:28:15.818   | 1     | 10     |
| 2  | 2    | David Coulthard       | McLaren-Mercedes   | 71    | +12.535       | 2     | 6      |
| 3  | 4    | Rubens Barrichello    | Ferrari            | 71    | +30.795       | 3     | 4      |
| 4  | 22   | Jacques Villeneuve    | BAR-Honda          | 70    | +1 Kör        | 7     | 3      |
| 5  | 10   | Jenson Button         | Williams-BMW       | 70    | +1 Kör        | 18    | 2      |
| 6  | 17   | Mika Salo             | Sauber-Petronas    | 70    | +1 Kör        | 9     | 1      |
| 7  | 8    | Johnny Herbert        | Jaguar-Cosworth    | 70    | +1 Kör        | 16    |        |
| 8  | 20   | Marc Gené             | Minardi-Fondmetal  | 70    | +1 Kör        | 20    |        |
| 9  | 16   | Pedro Diniz           | Sauber-Petronas    | 70    | +1 Kör        | 11    |        |
| 10 | 12   | Alexander Wurz        | Benetton-Playlife  | 70    | +1 Kör        | 14    |        |
| 11 | 7    | Luciano Burti         | Jaguar-Cosworth    | 69    | +2 Kör        | 21    |        |
| 12 | 21   | Gaston Mazzacane      | Minardi-Fondmetal  | 68    | +3 Kör        | 22    |        |
| Ki | 23   | Ricardo Zonta         | BAR-Honda          | 58    | Motor         | 6     |        |
| Ki | 9    | Ralf Schumacher       | Williams-BMW       | 52    | Fékek         | 19    |        |
| Ki | 15   | Nick Heidfeld         | Prost-Peugeot      | 41    | Ütközés       | 13    |        |
| Ki | 14   | Jean Alesi            | Prost-Peugeot      | 41    | Ütközés       | 17    |        |
| Ki | 18   | Pedro de la Rosa      | Arrows-Supertec    | 32    | Váltó         | 12    |        |
| Ki | 19   | Jos Verstappen        | Arrows-Supertec    | 14    | Motor         | 10    |        |
| Ki | 5    | Heinz-Harald Frentzen | Jordan-Mugen-Honda | 4     | Olajszivárgás | 15    |        |
| Ki | 3    | Michael Schumacher    | Ferrari            | 0     | Baleset       | 4     |        |
| Ki | 6    | Jarno Trulli          | Jordan-Mugen-Honda | 0     | Baleset       | 5     |        |
| Ki | 11   | Giancarlo Fisichella  | Benetton-Playlife  | 0     | Baleset       | 8     |        |

## A világbajnokság élmezőnyének állása a verseny után
| H  | Versenyzők           | Pont | H  | Konstruktőrök     | Pont |
| -- | -------------------- | ---- | -- | ----------------- | ---- |
| 1. | Michael Schumacher   | 56   | 1. | Ferrari           | 92   |
| 2. | David Coulthard      | 50   | 2. | McLaren-Mercedes  | 88   |
| 3. | Mika Häkkinen        | 48   | 3. | Williams-BMW      | 19   |
| 4. | Rubens Barrichello   | 36   | 4. | Benetton-Playlife | 18   |
| 5. | Giancarlo Fisichella | 18   | 5. | BAR-Honda         | 12   |

- Megjegyzés: A McLaren csapat nem kapta meg azt a 10 pontot, amit Häkkinen szerzett az osztrák nagydíjon, mert a finn autójának az adatrögzítőjéről hiányzott az egyik plomba.

## Statisztikák
Vezető helyen:
- Mika Häkkinen: 67 (1-38 / 43-71)
- David Coulthard: 4 (39-42)

Mika Häkkinen 16. győzelme, 25. pole-pozíciója, David Coulthard 13. leggyorsabb köre.
- McLaren 128. győzelme.

David Coulthard 100. versenye.